# Божидар Масларић
Божидар Масларић (Даљ, код Осијека, 10. август 1895 — Загреб, 5. април 1963) био је учесник Првог светског и Шпанског грађанског рата, Народноослободилачке борбе, друштвено-политички радник ФНРЈ и НР Хрватске, јунак социјалистичког рада и народни херој Југославије.

## Биографија
Рођен је 10. августа 1895. године у селу Даљу, код Осијека. Основну школу је завршио у селу и наставио школовање у Осијеку. Тада се већ укључио у активност напредне средњошколске омладине.

### Први светски рат
Почетак Првог светског рата, 1914. године, затекао га је на ђачкој екскурзији у Србији. Иако још веома млад, јавио се као добровољац у прву јединицу на коју је наишао у Београду. У Српској војсци је постао ђак-наредник.
Године 1915, пред налетом велике непријатељске офанзиве, заједно с главнином Српске војске повлачио се ка југу. Рањен је на Солунском фронту и упућен на лечење у Тунис, а потом у Француску, где је као стипендиста српске владе најпре завршио матуру, а затим уписао студије.
У Кану је, с групом студената из Србије и Хрватске, основао марксистички клуб. Чланови овога клуба су, 1. маја 1918. године, учествовали у радничкој прослави. Краљевска влада му је после овога, укинула стипендију, па је био принуђен да се врати у Југославију.

### Међуратни рад у КПЈ
По повратку у Југославију, Божидар се учланио у Социјалистичку радничку партију (комуниста). У Београду је завршио студије на Филозофском факултету, а пред завршетак студија запослио се као наставник математике и физике у Сомбору, али је убрзо, због револуционарне активности, отпуштен из службе.
Због учешћа у акцијама револуционарног покрета, Масларић је ухапшен, изведен пред Суд и, 7. јула 1922. године, осуђен на двогодишњу робију коју је издржао у затвору у Сремској Митровици.
Послије изласка с робије, 1924. године, вратио се у Осијек, гдје је све до 1928. године радио у месној организацији Савеза комунистичке омладине Југославије (СКОЈ) и Комунистичке партије Југославије (КПЈ). Уређивао је партијски лист „Ријеч радника и сељака“ и учествовао на састанцима Покрајинског комитета КПЈ за Хрватску. У овом периоду, више пута је хапшен и прогањан.
Маја 1926. године, илегално је прешао границу и учествовао на Трећем конгресу КПЈ у Бечу, затим се враћа у земљу и ради на спровођењу одлука Конгреса. Власти су га из Осијека, 1928. године, протерале у родни Даљ и ставиле у кућни притвор. Тада га је партијска организација илегално пребацила у Загреб, одакле је упућен у емиграцију.
Најпре је извесно време боравио у Бечу, а потом је отишао у Москву, на Комунистички универзитет националних мањина Запада (КУНМЗ), где је био у почетку слушалац, а затим и предавач, одатле је прешао на „Међународну лењинску школу”.

### Шпански грађански рат
Када је, 1936. године, избио Шпански грађански рат, Масларић је с илегалним документима, преко Финске, Шведске и Француске, дошао да брани Шпанску Републику. После краћег боравка у Мадриду, у Петој регименти, упућен је да организује герилске групе у Екстремадури. Учествовао је у многим борбама. Рањен је код села Вилар де Рене, 5. новембра 1936. године. Када је, после лечења, напустио болницу, поново се нашао у првим борбеним редовима.
Јануара 1937. године именован је за команданта батаљона 62. шпанске бригаде.
У борбама за власт које су уследиле након ликвидације генералног секретара КПЈ Милана Горкића у Москви 1937. године, Масларић је био Титов главни савезник у Шпанији.
После пораза Шпанске републиканске армије, доспео је у Алжир, а затим у концентрациони логор Богари, на прилазима Сахари, одакле је успео да, у пролеће 1939. године, побегне у Совјетски Савез.
У Москви је радио у Коминтерни, бринући се о инвалидима, припадницима Интернационалних бригада. У Москви је био у прилици да се сретне и сарађује с истакнутим личностима међународног радничког покрета — Јосипом Брозом Титом, Георги Димитровом, Вилхелмом Пиком, и другима.

### Други светски рат
У време Другог светског рата, Масларић је, заједно с Вељком Влаховићем и Ђуром Салајем, радио у редакцији „Слободне Југославије“, која је преко Радио Москве ширила истину о борби Народноослободилачке војске Југославије. У Југославију се вратио 1944. године и учествовао је у борбама и организовању народне власти.

### Послератни период
После ослобођења, иако слабог здравља, учествовао је у изградњи власти у ФНР Југославији. Извесно време био је управник Војно-политичке школе у Београду. Биран је за члана Централног комитета СКЈ на Петом, Шестом и Седмом конгресу СКЈ, Извршног комитета ЦК СК Хрватске, члана Савезног одбора ССРН Југославије и Председништва Главног одбора ССРН Хрватске. Био је народни посланик Савезне народне скупштине и Сабора Народне Републике Хрватске.
Од 1946. до 1948. године био је председник Свесловенског комитета у Београду, а од 1951. године потпредседник Владе, а затим потпредседник Извршног већа Сабора НР Хрватске. Имао је чин резервног генерал-мајора Југословенске народне армије (ЈНА).
Умро је 5. априла 1963. године у Загребу. Сахрањен је у Гробници народних хероја на загребачком гробљу Мирогој.
Године 1952. је објавио књигу мемоарске прозе Москва, Мадрид, Москва.
Одликован је многим југословенским одликовањима, међу којима су и — Орден јунака социјалистичког рада, Орден народног ослобођења, Орден партизанске звезде првог реда, Орден заслуга за народ првог реда и Орден за храброст. Орденом народног хероја одликован је 27. новембра 1953. године.